# Eldar & Nigar
Eldar & Nigar sta azerbajdžanski pop glasbeni duo, ki ga predstavljata pevca Eldar Gasimov in Nigar Jamal. 14. maja 2011 sta s pesmijo Running scared zmagala na Pesmi Evrovizije 2011 in s tem svoji državi prinesla prvo evrovizijsko zmago. Nigar Jamal sicer živi v Londonu. Zaradi njune zmage je Pesem Evrovizije 2012 potekala v Azerbajdžanu.

## Nacionalni izbor
Gasimov in Jamalova sta sodelovala na nacionalnem predizboru za Pesem Evrovizije (Milli Seçim Turu 2011). Skupaj s še tremi izvajalci sta se uvrstila v finale, ki je potekal 11. februarja 2011, ter zmagala.